# Güneş Duru
Güneş Duru (İzmit, 1973. szeptember 29. –) régész, a Redd együttes gitárosa és háttérénekese.

## Élete
İzmit városában született Doğan Duru ikertestvéreként. Egyetemi tanulmányai alatt testvérével zenélt együtt, 1996-ban a Ten együttest alapították meg ketten, Berke Hatipoğlu és İlke Hatipoğlu közreműködésével, az együttes később a Redd nevet vette fel. Az együttes korábbi albumain zenészként és háttérénekesként működött közre, a 21 című albumon pedig zeneszerzőként is megmutatkozott.
Güneş Duru régészként dolgozik, 1992 óta számos jelentős törökországi ásatáson vett részt (Aşıklı Höyük, Göllüdağ, Arslantepe, Tepecik, Kaletepe, Çatalhöyük), 2009-ben az Akarçay Tepe, Musular, Aşıklı Höyük ásatások igazgatósegédje volt. 2004-ben elnyerte az American Research Institute of Turkey (ARIT) Hanfmann-ösztöndíját. Duru a World Archeologic Congress nyugat-ázsiai képviselője 2003 óta. A Yıldız Műszaki Egyetemen, az Isztambuli Egyetemen és a University College Londonban épületrestaurációt és régészetet tanult, majd az Isztambuli Egyetemen szerzett PhD fokozatot régészet szakon. 2004 és 2005 között a Trákia Egyetemen oktatott.

## Publikációk
- An Architectural Perspective On The Issue Of The Origins of Settled Society In the Mid-Anatolian Region: A Comparison With Developments In The Levant, Middle Euphrates and Eastern Taurus Cultural Regions (2004)
- Arkeoloji Niye? Nasıl? Ne için?. Ege Yayınları, 2003.